# Трајан (Јаши)
Трајан (рум. Traian) насеље је у Румунији у округу Јаши у општини Биволари. Oпштина се налази на надморској висини од 83 m.

## Становништво
Према подацима из 2002. године у насељу је живело 195 становника, од којих су сви румунске националности.